# Hiša evropske zgodovine
Hiša evropske zgodovine je muzej o zgodovini evropske celine. Njegov sedež je v parku Leopold v Bruslju. 
Muzej je za vse obiskovalce brezplačen, na voljo so tudi avdio vodniki v vseh 24-uradnih jezikih Evropske unije. Razpolaga tudi z garderobo, trgovino in kavarno. 

## O muzeju

### Predhodno
Stavba, v kateri danes deluje Muzej evropske zgodovine, se je nekoč imenovala Eastmen, po izumitelju fotoaparat Kodak, Georgeu Eastmenu. Ta je z donacijo leta 1931 omogočil gradnjo te stavbe, da bi v njej delovala zobna klinika za osirotele otroke. Gradnja stavbe se je zaključila leta 1935.

### Gradnja muzeja
13. feburarja 2007 je takratni predsednik Evropskega parlamenta Hans-Gert Pöttering sprožil namero o ustanovitvi muzeja o evropski zgodovini oz. razvoju celine.  Leta 2008 je Evropski parlament, ki stoji v neposredni bližini muzeja, stavbo dobil v 99 letni najem, ter ga naslednje leto uradno namenil za potrebe muzeja. Istega leta je bil izdan tudi mednarodni arhitekturni natečaj.
Muzej je bil v celoti financiran s strani Evropskega parlamenta. 31 milijonov € je bilo namenjenih za obnovo in dograditev stavbe Eastmen, 21,4 milijona € za trajne in prve začasne razstave, do tega dobrih 15 milijonov za opremljanje razstavnih in ostalih prostorov ter 6 milijonov za zagotavljanje večjezičnosti. 3,75 milijona je bilo namenjenih za postavitev zbirke. 
Uradno odprtje muzeja je bilo 6. maja 2017. 

## Uprava
- Direktor: Constanze ITZEL[4]
- Kreativni direktor: Taja VOVK VAN GAAL[5]
- Upravni pomočnik: Mark ARLESTRAND
- Upravni pomočnik: Ewa WAGNER